# Placówka Straży Celnej „Sromowce Wyżne”

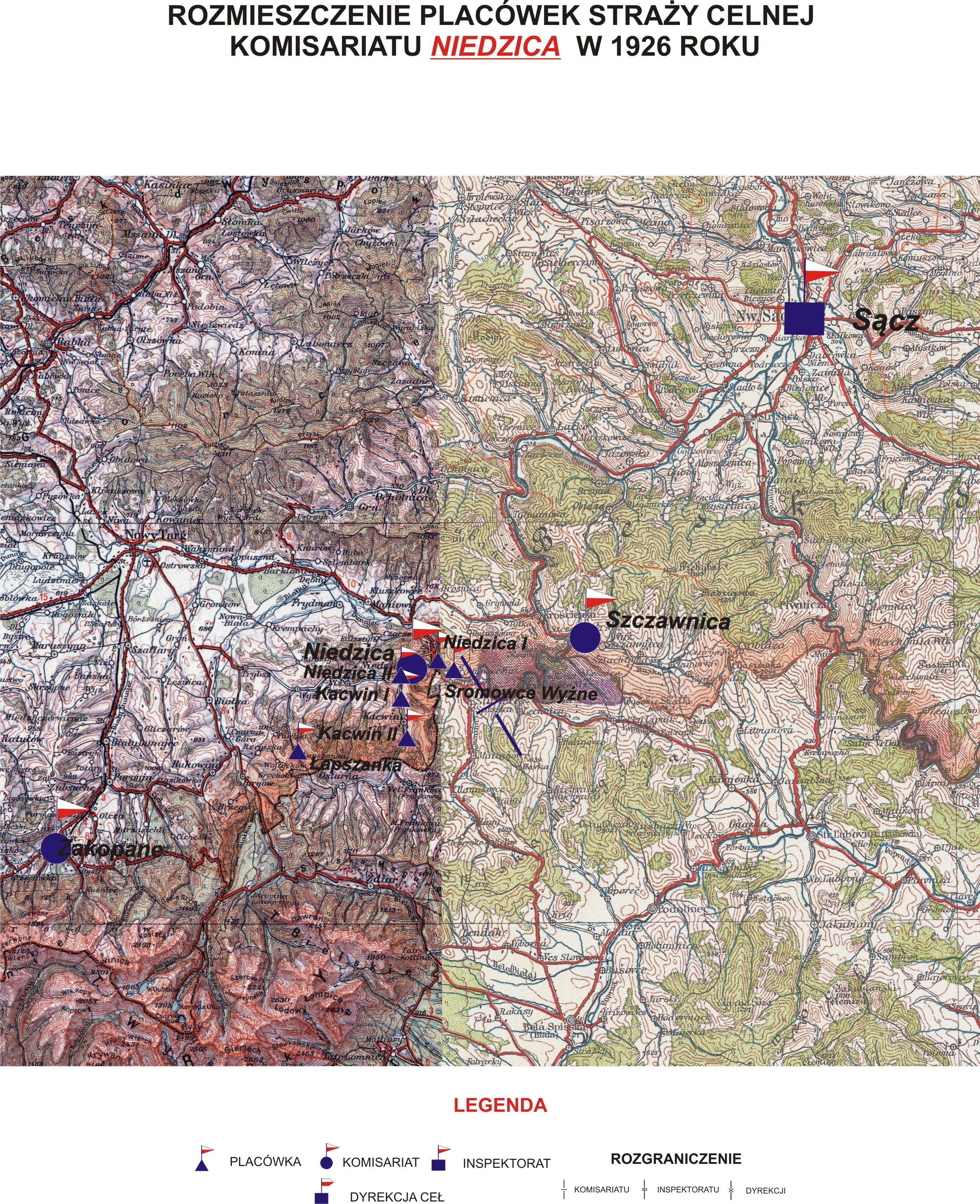
Rozmieszczenie placówek SC Komisariatu Niedzica w 1926 r.

Placówka Straży Celnej „Sromowce Wyżne” – jednostka organizacyjna Straży Celnej pełniąca w okresie międzywojennym służbę ochronną na granicy polsko-czechosłowackiej.

## Formowanie i zmiany organizacyjne
Na wniosek Ministerstwa Skarbu, uchwałą z 10 marca 1920 roku, powołano do życia Straż Celną. Jednostki Straży Celnej rozpoczęły przejmowanie odcinków granicy od pododdziałów Batalionów Celnych. W 1922 roku w Szczawnicy stacjonował sztab 2 kompanii 8 batalionu celnego. Kompania wystawiała między innymi placówkę w Sromowcach Wyżnych. Proces tworzenia Straży Celnej trwał do końca 1922 roku. Placówka Straży Celnej „Sromowce Wyżne” weszła w podporządkowanie komisariatu Straży Celnej „Niedzica” z Inspektoratu SC „Sącz”.
W drugiej połowie 1927 roku przystąpiono do gruntownej reorganizacji Straży Celnej. W praktyce skutkowało to rozwiązaniem tej formacji granicznej. Ochronę północnej, zachodniej i południowej granicy państwa przejęła powołana z dniem 2 kwietnia 1928 roku Straż Graniczna.
Rozkazem nr 3 z 31 grudnia 1938 roku w sprawach reorganizacji jednostek na terenach Śląskiego, Zachodniomałopolskiego i Wschodniomałopolskiego okręgów Straży Granicznej, a także utworzenia nowych komisariatów i placówek, komendant Straży Granicznej płk. Jan Gorzechowski, działając na podstawie upoważnienia Ministra Skarbu z 14 października 1938 roku nakazał utworzyć nowy komisariat Straży Granicznej „Łapsze Niżne”. Placówka Straży Granicznej I linii „Sromowce Wyżne” znalazła się w jego strukturze.

## Funkcjonariusze placówki
Kierownicy placówki
| stopień    | imię i nazwisko, numer        | okres pełnienia służby | kolejne stanowisko |
| ---------- | ----------------------------- | ---------------------- | ------------------ |
| przodownik | Franciszek Kołodziejski (126) | był w 1926             |                    |

Obsada personalna placówki w 1926:
- przodownik Franciszek Kołodziejski (126)
- strażnik Walenty Marcinkowski (1012)
- strażnik Adolf Krawczyk (2043)
- strażnik Michał Pałka (2119)
- strażnik Edward Borzycki (2134)
- starszy strażnik Władysław Dreja (2242)